# Rudanśke
Rudanśke (ukr. Руданське) – wieś na Ukrainie, w obwodzie winnickim, w rejonie żmeryńskim, w hromadzie Szarogród. W 2001 liczyła 1261 mieszkańców, spośród których 1253 wskazało jako ojczysty język ukraiński, 6 rosyjski, a 2 białoruski.